# Charles de La Poix de Fréminville
Pour les articles homonymes, voir Fréminville.
Charles de La Poix de Fréminville, né le 16 août 1856 à Lorient (Morbihan) et mort le 3 juin 1936 à Paris (5e), est un ingénieur français. Pionnier du taylorisme en France, il a été président de la Société des ingénieurs civils de France en 1934, et vice-président de l'Américan Society of Mechanical Engineers.

## Carrière
Issu d'une famille alliée depuis un siècle aux Chézy et Prony, Charles étudie à l’École Centrale (Promotion 1878) puis travaille à la Compagnie du chemin de fer de Paris à Orléans. En 1899, entre dans les établissements Panhard-Levassor. 
Il étudie le problème de l'utilisation des métaux, pour lesquels il introduit en France la pratique des essais d'indentation (par empreintes de bille) et de résilience (essais aux chocs). Du point de vue de l'organisation du travail, il est propagandiste des théories de Taylor qu'il a rencontré à de nombreuses reprises aux États-Unis à partir de 1915.
Il est l'un des promoteurs de l'organisation scientifique du travail.
Son fils, Gilbert de la Poix de Fréminville fût Directeur des Cristalleries de Baccarat (cristallerie) pendant la Deuxième Guerre Mondiale. 
Il meurt à son domicile, 18 rue Pierre Curie à Paris le 3 juin 1936.

## Famille

### Généalogie
Charles de La Poix de Fréminville est né dans une famille d'ancienne bourgeoisie originaire de Bourgogne.
- Edme de La Poix de Fréminville (1683-1773), notaire à Marcigny, (Saône-et-Loire), jurisconsulte, commissaire aux droits seigneuriaux, lieutenant-bailli de la ville et du marquisat de La Pallisse. Il épouse le 16 janvier 1709 Louise des Réaux (1688-1749).
  - Claude Edme de La Poix de Fréminville (1723-1798), avocat à Lyon, commissaire aux droits seigneuriaux. Le 27 avril 1751, il épouse à Lyon Marguerite Favre (1727-1794). De ce mariage, naissent neuf enfants.
    - Élisabeth Théodore de La Poix de Fréminville (1756-1818),ingénieur en chef des Ponts-et-Chaussées. Le 26 avril 1786, il épouse à Ivry Adélaïde de Chézy (1768-1845).
      - Antoine Louis de La Poix de Fréminville (1788-1843), officier de marine. Le 20 mars 1817, il épouse au Havre Clémence Griffet de la Beaume (1793-1866).
        - Antoine-Joseph de La Poix de Fréminville (1821-1888), ingénieur en génie maritime, adjoint du directeur de l'École de génie maritime de Brest et ancien élève de l'École polytechnique (promotion 1841)[3],[8]. Il épouse le 5 mai 1851 à Lorient Caroline Thirot (1831-1920).
          - Charles de La Poix de Fréminville. Le 18 décembre 1883, il épouse à Paris Rachel Silvestre de Sacy petite-fille de l’orientaliste Ustazade Silvestre de Sacy  (1861-1942). De ce mariage, naissent dix enfants. Charles de La Poix de Fréminville est le beau-frère de Arthur Constantin Krebs
            - Gilbert de La Poix de Fréminville (1886-1941), Directeur des cristalleries de Baccarat. Le 2 juillet 1912, il épouse à Vannes Yvonne de Guerrif de Launay (1892-1992) l'homélie est prononcée par l'oncle de Gilbert de Fréminville le cardinal Alfred Baudrillart membre de l'Académie Française  De ce mariage, naissent neuf enfants. Yvonne de Guerrif de Launay descend de Jules Bonnin de la Bonninière de Beaumont frère de Gustave de Beaumont qui épousa Clémentine Motier de la Fayette, petite-fille de  Gilbert du Motier de la Fayette.
              - Nicole de La Poix de Fréminville épouse André Danzin. Marie-Thérèse de Fréminville épouse Patrick de Trogoff du Boisguezennec, Yvonne de Fréminville la dernière épouse Jean Franco, Saint-Cyrien lieutenant, mort pour la France en Algérie est le petit fils du Docteur et homme politique Léonce Franco, maire d'Arradon et fils de Léonce Franco député du Morbihan, conseiller général du Morbihan, président de la commission départementale du Morbihan, vice-président du Conseil d'administration de l'Union départementale des associations familiales, président fondateur de l'association familiale de Vannes, membre du Comité régional du tourisme de Bretagne, président du syndicat nationale des maisons de santé privées, et frère du professeur de médecine Dominique Franco, ancien président de l'Académie Nationale de Chirurgie, frère de Claude Franco ancien vice-président Société Bretonne d'aménagement foncier et d'établissement rural.(SBAFER)

## Distinctions
- Chevalier de la Légion d'honneur (19 aout 1929)[9]
- Chevalier de l'Ordre du Lion blanc (Tchécoslovaquie)[10]

## Publication
- Collectif, Charles de Fréminville : 1856-1936 : pionnier de l'organisation scientifique du travail (ISBN 978-2910576370)